# Wilkins Nunatak
Wilkins Nunatak är en nunatak i Antarktis. Den ligger i Västantarktis. Inget land gör anspråk på området. Toppen på Wilkins Nunatak är 819 meter över havet.
Terrängen runt Wilkins Nunatak är platt österut, men västerut är den kuperad. Trakten är obefolkad. Det finns inga samhällen i närheten. 